# Pieter Helbert Damsté

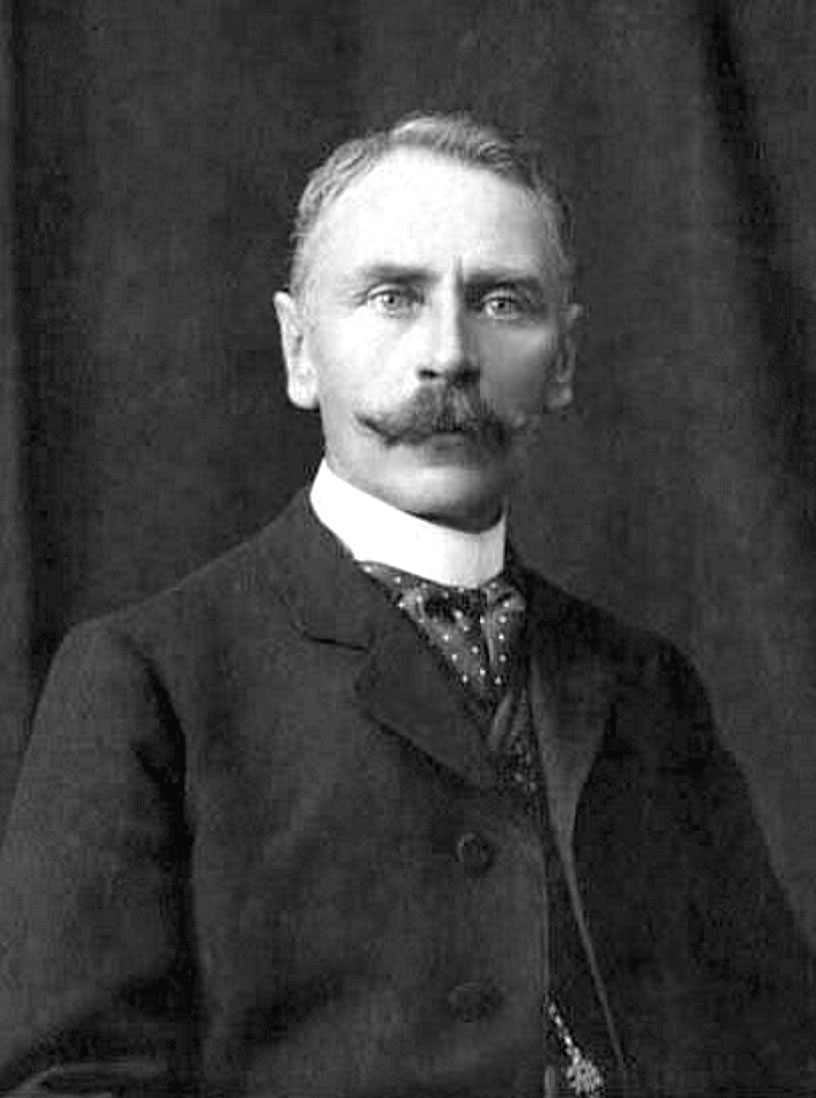
Pieter Helbert Damsté

Pieter Helbert Damsté (Wilsum, 10 augustus 1860 – Utrecht, 5 februari 1943) was een Nederlands latinist en hoogleraar aan de Rijksuniversiteit Utrecht van 1902 tot 1930.
Op het gymnasium te Leiden had Damsté onder anderen J.J. Hartman als leraar. Van 1879 tot 1885 studeerde hij klassieke talen aan de Rijksuniversiteit Leiden bij Carel Gabriel Cobet, bij wie hij in 1885 promoveerde op de Argonautica van Valerius Flaccus. Na leraar te zijn geweest in Gorinchem en aan het Stedelijk Gymnasium Leiden, werd hij in 1902 benoemd tot hoogleraar Latijn in Utrecht. Hier had hij onder anderen zijn latere opvolger Hendrik Wagenvoort als student. Op wetenschappelijk gebied heeft Damsté niet veel roem geoogst: hij publiceerde in deze periode voornamelijk korte, tekstkritische, artikelen in vaktijdschriften.
Hij genoot bekendheid als dichter van Latijnse gedichten, waarbij hij ervan uitging dat men "alles, zelfs de meest moderne onderwerpen, in het Latijn kan behandelen, mits men genoeg Latijn kent". Verder genoot Damsté landelijke bekendheid als roeier. Hij was erelid (1884) en erepraeses (1899) van de Leidse studentenroeivereniging Njord.

## Enkele publicaties
- 1886: Nederlandsch handboek voor roeisport in samenwerking met F.E. Pels Rijcken.
- 1892: Uitgave van Sallustius' Bellum Jugurthinum.[3]
- 1893: Sallustius. Bellum Catilinae. Accedunt ex Historiis orationes et Epistulae. Met inleiding en aantekeningen uitgegeven.
- 1897: Q. Curti Rufi Historiarum Alexandri Magni Macedonis Libri Qui Supersunt . Een uitgave van Quintus Curtius Rufus' De Rebus gestis Alexandri Magni.
- 1902: De Arte et Munere Docendi. (De kunst en de gave van het onderwijzen.) Inaugurele rede uitgesproken bij het aanvaarden van zijn hoogleraarsambt.
- 1936: Minucius Felix: Octavius. Tekstuitgave met Nederlandse vertaling.